# Věž Hláska (Opava)
Hláska, též Městská věž nebo Hodinářská věž je budova stojící na Horním náměstí v Opavě. Dnes je v jejích prostorách sídlo magistrátu a kavárna. Je chráněna jako kulturní památka České republiky.

## Historie

### Dřevěná věž
Na místě dnešní kamenné věže stávala dříve věž dřevěná. Tyto prostory sloužily coby obchodní centrum města, když zde sídlily různé obchodní komory – obchodníci zde skladovali a prodávali zboží. Existence těchto komor je doložena již v roce 1327. Rovněž se zde nacházela městská váha a od roku 1582 také pekařské lávky. V prvním patře zasedala městská rada a soud. Ve třetí čtvrtině 16. století byla ale věž smetena vichřicí.

### Kamenná věž
Nová čtyřboká věž s třípatrovou bání a otevřenou lucernou se třemi zvony byla vystavěna v letech 1614–1618 opavským stavitelem Kryštofem Prochhuberem. V prvním patře budovy se v letech 1763–1805 hrávalo také divadlo. Z věže byly v té době navíc hlášeny požáry, začátky trhů a slavnostních shromáždění. V 19. století využívalo tyto prostory muzeum a archiv. Mezi lety 1902–1903 byla budova přestavěna podle projektu Rudolfa Srnetze.
Od roku 1945 sídlí v Hlásce městská správa (nyní magistrát města Opavy) a z boku je kavárna. V přilehlých budovách je stanice městské policie, infocentrum a několik obchodů. Před Hláskou stojí od roku 1971 fontána/kašna Koule, ve které se nachází betonový model Slunce. Ten je zároveň středem modelu sluneční soustavy, který je vybudován coby turistická trasa na území okresu Opava - Planetární stezka v Opavě. Pro turisty i obyvatele města pořádá město Opava výstupy na ochoz věže.